# Andrijiwka (rejon łozowski)
Andrijiwka (ukr. Андріївка) – wieś na Ukrainie, w obwodzie charkowskim, w rejonie łozowskim, w hromadzie Błyzniuky. W 2001 liczyła 137 mieszkańców.